# Darbu
Darbu är en tätort i Øvre Eikers kommun i Buskerud fylke i sydöstra Norge. Orten ligger vid Sørlandsbanan, vid sidan av Europaväg 134, mellan städerna Hokksund och Kongsberg.